# Se siano peggiori le malattie dell'anima o quelle del corpo
Se siano peggiori le malattie dell'anima o quelle del corpo (Πότερα τῶν ζῴων φρονιμώτερα τὰ χερσαία ἢ τὰ ἔνυδρα) è un'orazione morale, mutila, di Plutarco, contenuta nei Moralia, riportata al n. 208 del Catalogo di Lampria.

## Struttura e contenuto
L’opuscolo, che nasce come testo di una conferenza, è composta da quattro brevi capitoli e si interrompe bruscamente nel bel mezzo dell'argomentazione. 
Plutarco sostiene che le malattie dell’anima, causate dalla manifestazione sregolata delle passioni contenute in essa, sono più gravi di quelle del corpo, in quanto, essendo malata la parte razionale, è più difficile prenderne  coscienza. Per curare un male bisogna prima averne consapevolezza: solo allora, come un malato va a farsi curare dal medico, chi vuole guarire dai propri vizi potrà ricorrere alla medicina della filosofia.